# Torsten Holmberg
Torsten Gunnar Ivan Holmberg, född 25 augusti 1905 i Brunneby, Östergötland, död 24 november 1986 i Katrineholm, var en svensk tecknare och grafiker. 
Han var son till rättaren Karl Adolf Holmberg och Hilda Sofia Carlson. Holmberg studerade vid Blombergs målarskola två månader under 1925 samt som extraelev fyra månader vid Konsthögskolans grafikskola i Stockholm 1926–1927 med Emil Johanson-Thor och Harald Sallberg som lärare. Holmbergs konstintresse väcktes efter att familjen flyttade till Skeppsta gård i Sköldinge i Södermanland, där han träffade Arvid K. Gustavsson och började som trettonåring teckna under Gustavssons inflytande. Hans liv var strävsamt och fyllt av umbäranden under studieåren företog han långa cykelturer där han sålde sina alster vid dörrarna. Hans grafik uppmärksammades på en utställning med unga konstnärer på varuhuset Pub i Stockholm 1934 där ett verk inköptes av Föreningen för grafisk konst. Han medverkade därefter i bland annat Föreningen för grafisk konsts jubileumsutställning på Nationalmuseum 1937, Interskandinavisk Grafisk Kunst på Charlottenborg i Köpenhamn, Paris International Exhibition och Contemporary Swedish Prints i New York. Tillsammans med Rolf Trolle ställde han ut på Östergötlands museum 1942. Hans konst består av teckningar i blyerts, etsningar, torrnål, linoleumsnitt och träsnitt och i någon mån oljemålningar. Han arbetade med motiven stilleben, porträtt och landskapsmålningar. Holmberg är representerad vid Nationalmuseum och Statens Museum for Kunst i Köpenhamn.